# Alois Hubička
Alois Hubička (27. listopadu 1919 Praha – 2002 Jablonec nad Nisou) byl šperkař, sochař a středoškolský pedagog.

## Život
Alois Hubička se narodil 27. listopadu 1919 v Praze. Roku 1937 absolvoval obor řezbářství na Ústřední škole bytového průmyslu v Praze. V letech 1937-1942 studoval na střední Uměleckoprůmyslové škole v Praze v sochařském ateliéru prof. Karla Dvořáka. Do roku 1946 pak pracoval jako vedoucí ateliéru České umělecké dílny v Praze. Od roku 1948 působil jako pedagog výtvarné výchovy v Severočeském kraji a poté byl 25 let ředitelem Střední průmyslové školy v Jablonci nad Nisou. Počátkem 80. let odešel do penze.
Zabýval se monumentálním sochařstvím a působil jako šperkař. Na mezinárodní výstavě bižutérie Jablonec ´77 obdržel za šperk stříbrnou medaili. Byl nositelem vyznamenání Za vynikající práci.

## Dílo
Alois Hubička byl v době komunistického režimu politicky angažovaným sochařem. Byl autorem pískovcové sochy Rudoarmějce v Jablonci nad Nisou, která byla po roce 1989 odstraněna. Vytvořil také bronzový reliéf pro Památník svárovské stávky v obci Velké Hamry a památník tzv. Lučanské sklářské pozdvižky v Lučanech nad Nisou z roku 1890, při které byli zabiti stávkující dělníci.
Námětem Hubičkových šperků je stylizovaná lidská nebo zvířecí figura. Pro své brože a závěsy volil kromě kovu také přírodní materiály jako rohovina, dřevo, kost nebo břidlice a využil jejich strukturu nebo barevnost.

### Zastoupení ve sbírkách
- Muzeum skla a bižuterie v Jablonci nad Nisou
- Městské muzeum v Čelákovicích[8]

### Výstavy (výběr)

#### Autorské
1969 Alois Hubička: Sochy, šperky, bižutérie, Muzeum skla a bižuterie v Jablonci nad Nisou

#### Kolektivní (výběr)
- 1960 Výtvarníci k 15. výročí ČSR, Krajská galerie, Liberec
- 1968 Kov a šperk, Galerie na Betlémském náměstí, Praha
- 1968/ Jablonec 68: Mezinárodní výstava bižuterie, Výstaviště, Jablonec nad Nisou
- 1978 Soudobý československý šperk, Muzeum skla a bižuterie v Jablonci nad Nisou
- 1978/1979 Severočeští výtvarní umělci, Mánes, Praha
- 1980 Výtvarní umělci k 35. výročí osvobození Československa Sovětskou armádou, Praha
- 1987 Výtvarní umělci Liberecka, Oblastní galerie Liberec

### Katalogy

#### Autorský
- Antonín Langhamer: Alois Hubička: Sochy, šperky, bižutérie, Muzeum skla a bižuterie v Jablonci nad Nisou 1969

#### Souborné
- Vlastimil Rada, Student Painter's and Sculptor Exhibition (Vystavka studentov skulptorov / Exposition des Peintres et Sculpteurs edutiants / Výstava studentů výtvarníků), Mladá fronta, a.s. Praha 1945
- Hana Seifertová Korecká, Výtvarníci k 15. výročí ČSR, SČVU, Praha 1960
- Věra Vokáčová, Kov a šperk, 1968
- Věra Vokáčová, Věra Maternová, Soudobý československý šperk, Muzeum skla a bižuterie v Jablonci nad Nisou 1978
- Výtvarní umělci k 35. výročí osvobození Československa Sovětskou armádou (Přehlídka československého výtvarného umění 1980), SČVU Praha 1980
- František Hora, Severočeští výtvarníci, Severočeské nakladatelství 1986
- Antonín Langhamer, Výtvarní umělci Liberecka, Oblastní galerie Liberec 1987
- Jan Škvára, Obrazy, sochy, grafika, užité umění (Výstava členů Krajské organizace SČVU), nedatováno
- Antonín Langhamer, Otakar Votoček, Výtvarní umělci Severočeského kraje 1975, nedatováno

### Souborné publikace
- Věra Vokáčová, Současný šperk, Odeon, Praha 1979